# Anton Borrell Marcó
Anton Borrell Marcó (Reus, 21 de diciembre de 1939-1985) fue un político español.

## Trayectoria

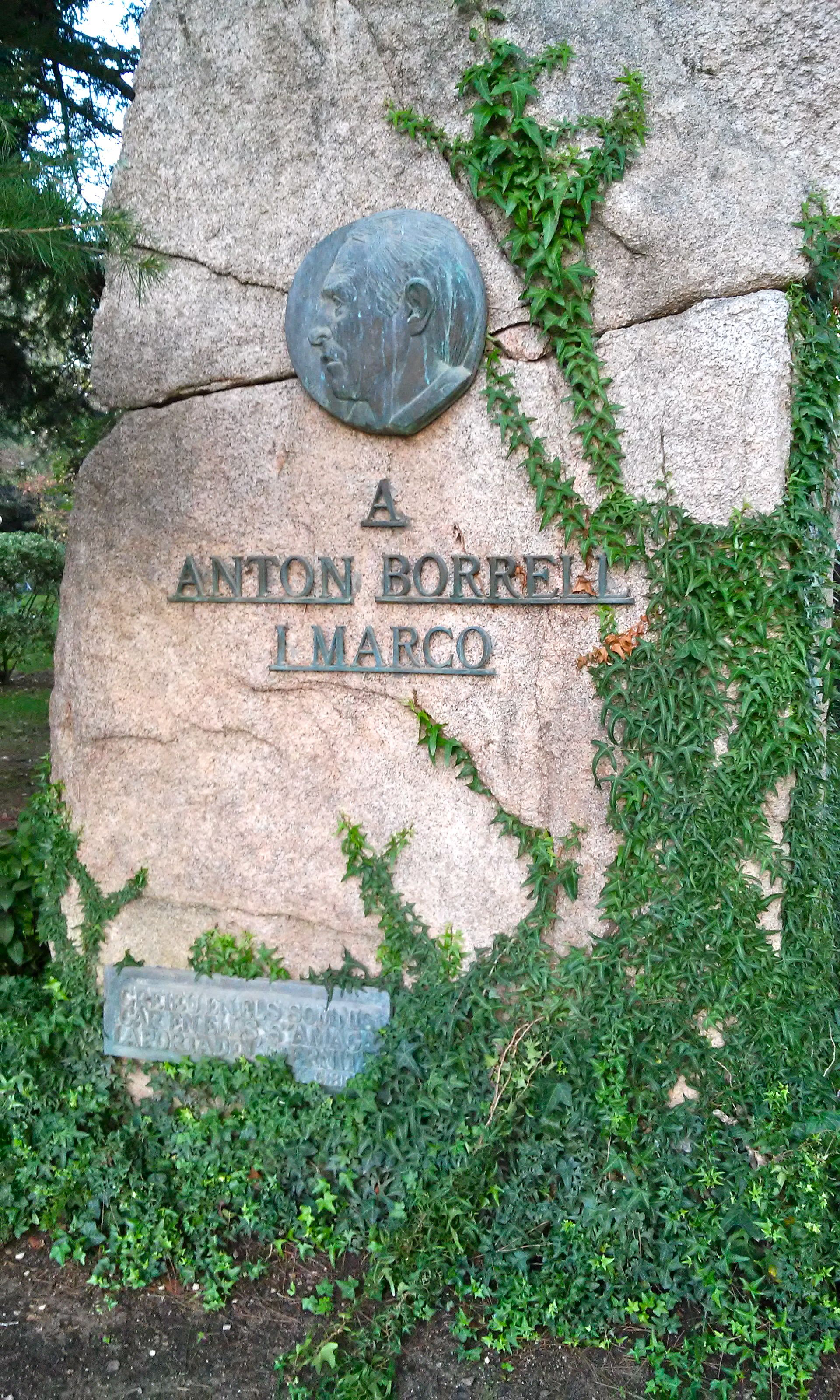
Monolito de homenaje a Anton Borrell en el parque de Sant Jordi de Reus

Provenía de una familia influyente a nivel local, estudió Derecho en Barcelona y se instaló como abogado en la ciudad condal, aunque más tarde volvió a Reus. Tenía también la carrera de Magisterio y dio clases, junto con su mujer, en la escuela Maria Cortina, de la que su madre era directora. Fue uno de los impulsores del semanario Mistral, creado en el año 1978 que no tuvo una larga vida. 
No participó en política durante la transición; y después se incorporó aConvergència Socialista de Cataluña y siguió el Partido de los Socialistas de Cataluña (PSC) siendo nombrado el 1980 jefe del servicio territorial del departamento de trabajo, y en las elecciones de 1982 fue el número 1 de la lista en su ciudad. 
El año 1983, el alcalde de Reus Carles Martí Massagué, de 76 años, dejó su cargo, que fue ocupado por Borrell. Por ese motivo, Borrell dejó su cargo en la Generalitat. 
El 1985 murió en un accidente de tráfico en la Carretera de Reus a Cambrils, en el cual el alcalde iba bebido y ocupó el carril contrario, llevándose por delante la vida de un ciudadano de 20 años de edad. Sus compañeros le hicieron un monumento en el parque de Sant Jordi (Reus).